# Псынашхо
Псынашхо́ (кабард.-черк. Псынащхъуэ — «голубой родник») — посёлок в Терском районе Кабардино-Балкарской Республики. Входит в состав муниципального образования «Сельское поселение Арик».

## География
Посёлок расположен в западной части Терского района, на правом берегу реки Терек. Находится в 4 км к юго-западу от сельского центра Арик, в 9 км к северу от районного центра Терек и в 62 км к востоку от города Нальчик.
Граничит с землями населённых пунктов: Арик на северо-востоке и Терек на юге, на противоположном берегу Терека расположена станица Котляревская.
Посёлок находится на наклонной Кабардинской равнине, в переходной от предгорной в равнинную зоне республики. Средние высоты на территории посёлка составляют 232 метра над уровнем моря. Рельеф местности представляет собой в основном волнистую наклонную равнину, резко переходящую на северо-востоке в склоны Арикского хребта.
Гидрографическая сеть представлена рекой Терек и выходами родниковых вод (откуда и исходит название поселения).
Климат влажный умеренный. Лето жаркое. Средняя температура воздуха в июле составляет около +23,0°С. В начале августа абсолютные показатели часто достигают отметку в +35°С. Зима мягкая и длится около трех месяцев с частыми оттепелями. Минимальные температуры редко снижаются ниже −10°С. Средняя температура января составляет -2,5°С. В общем среднегодовая температура воздуха составляет +10,5°С. Среднегодовое количество осадков составляет около 630 мм. В июле и августе часты засухи, вызванные воздействием воздушных течений, исходящих из Прикаспийской низменности.

## История
Псынашхо основан в 1957 году на базе совхоза Ударник как обслуживающая станция на линии Котляревская — Беслан Северо-Кавказской железной дороги.
В 1963 году населённому пункту при Муртазовском совхозе было присвоено наименование — посёлок Псынашхо.

## Население
| 2002 | 2010 | 2021 |
| ---- | ---- | ---- |
| 58   | ↘53  | ↘16  |

Национальный состав
По данным Всероссийской переписи населения 2002 года, 79 % населения села составляли кабардинцы.
Половозрастной состав
По данным Всероссийской переписи населения 2010 года:
| Возраст     | Мужчины, чел. | Женщины, чел. | Общая численность, чел. | Доля от всего населения, % |
| ----------- | ------------- | ------------- | ----------------------- | -------------------------- |
| 0 — 14 лет  | 8             | 4             | 12                      | 22,6 %                     |
| 15 — 59 лет | 12            | 21            | 33                      | 62,3 %                     |
| от 60 лет   | 4             | 4             | 8                       | 15,1 %                     |
| Всего       | 24            | 29            | 53                      | 100,0 %                    |

Мужчины — 24 чел. (45,3 %). Женщины — 29 чел. (54,7 %).
Средний возраст населения — 33,2 лет. Медианный возраст населения — 30,8 лет.
Средний возраст мужчин — 31,8 лет. Медианный возраст мужчин — 30,0 лет.
Средний возраст женщин — 34,3 лет. Медианный возраст женщин — 31,5 лет.

## Инфраструктура
У западной окраины посёлка расположена железнодорожная станция Арик, действующая на железнодорожной ветке Котляревская—Беслан.

## Улицы
В посёлке всего одна улица — Интернациональная.